# Trox ussuriensis
Trox ussuriensis är en skalbaggsart som beskrevs av Vladimir Balthasar 1931. Trox ussuriensis ingår i släktet Trox och familjen knotbaggar. Inga underarter finns listade i Catalogue of Life.